# Покровское-Рубцово (Москва)
Покровское-Рубцово — дворцовое село, вошедшее в состав Москвы в конце XVIII века. Находилось на правом берегу реки Яузы, по обе стороны дороги от Кремля и Богоявленского собора в Елохове на восток, в районе современных улиц Бакунинской, Малой Почтовой, Большой Почтовой, Гастелло.

## История

### Первое упоминание
Село впервые упоминается в 1573 году и значилось тогда вотчиной стольника Протасия Васильевича Юрьева, служившего в опричнине. В октябре 1575 года он был обвинён в измене и приговорён к казни. Однако Рубцово всё равно осталось во владениях рода Юрьевых. По явочному списку 1584 года, село принадлежало Никите Романовичу Юрьеву-Захарьину, владельцу соседнего Измайлова, двоюродному дяде Протасия Юрьева. Никита Романович приходился дедушкой царю Михаилу Фёдоровичу и в начале XVII века село перешло в собственность царской семьи.

### Покровское в XVII веке
После Смутного времени Рубцово стремительно растёт и возвышается. В 1615 году в присутствии Михаила Фёдоровича здесь освящён деревянный храм во имя Николая Чудотворца. А в 1619 году в память избавления Москвы от войск польского королевича Владислава заложен каменный храм Покрова́ Пресвятой Богородицы, построенный к 1626 году. На церемонии освящения присутствовал государь Михаил Фёдорович. Новый храм выстроен небольших размеров, его фасад делился лопатками на три равные части, а два ряда карнизов словно отсекают верхние части от основного объёма. Ряды кокошников, уменьшавшихся с высотой, создавали иллюзию движения вверх. Они носили чисто декоративный характер, так как внутри храм был бесстолпным. Венчала сооружение небольшая главка с щелевидными окнами. Уравновешивают и расширяют композицию приделы Сергия Радонежского (1627 год) и царевича Димитрия (1677 год). В XVII веке при храме находилось небольшое кладбище.
После окончания строительства Покровский храм вошёл в царскую усадьбу, а вскоре получил статус собора. В 1657 году здесь вёл службу патриарх Никон. По храму село стало именоваться двойным именем Покровское-Рубцово, а затем и просто Покровское. Обустройством царской усадьбы занимался Михаил Фёдорович. Его хоромы включали множество комнат, а неподалёку располагались конюшни, кухни, пчелиные ульи, пивоварни и другие сооружения. Построенный деревянный дворец был обращён в сторону дороги и речки Гнилушки. В 1632 году она была запружена, из-за чего образовался Рыбинский пруд, остатки которого были засыпаны в 1920-е годы. В 1635 году на берегу пруда разбили плодовый сад, огороженный перилами и обсаженный лесными породами деревьев. Несколько лет спустя здесь высадили уникальные деревья, кустарники, лечебные травы и цветы. В 1640 году в саду построена каменная беседка. В 1646 году в Покровском числилось 139 дворов, треть которых принадлежала ремесленникам и дворцовой обслуге.
Царь Алексей Михайлович не особо жаловал родовую вотчину, хотя и регулярно посещал усадьбу, особенно весной, летом и во время охотничьего сезона. Но с 1665 года в дворцовых разрядах почти не отмечаются выезды царя в Покровское, он занимается обустройством Измайлова, регулярно посещает Семёновское и Преображенское. А Покровское достаётся его сестре, царевне Ирине. В 1681 году на Рыбинском пруду соорудили каменную плотину с мостом. В конце XVII века Покровское перешло в ведение Мастерской палаты и с тех пор находилось в некотором запустении.

### Покровское в XVIII веке
Новый расцвет усадьбы связан с императрицей Елизаветой Петровной, которая в молодости жила здесь со своими родственниками Скавронскими и Гендриковыми. Ещё будучи принцессой, в 1733 году она перестраивает деревянный дворец, благодаря чему тот приобретает барочную композицию с двумя боковыми ризалитами, выдвинутыми в сторону пруда. А рядом с ним парковый ансамбль с качелями и каруселями. Здесь Елизавета устраивала праздники, на которых и сама часто плясала в хороводах с покровскими девушками, одетая как они в сарафан и кокошник.
Став императрицей, она пригласила на работу зодчего М. Г. Земцова. В период его работы в 1742—1743 годах он возвёл одноэтажный каменный дворец с двухсветным залом, повторив прежнюю композицию. Напротив дворца поставил роскошную деревянную церковь Воскресения (1742), украшенную английскими скульптурами, резным золочёным иконостасом и живописным панно, выполненными бригадой живописцев Логина Дорицкого. Работал он также над её загородным дворцом (ныне улица Гастелло, дом 44). Через 10 лет, в 1752 году, императрица заказала перестройку усадьбы Ф. Б. Растрелли, автору Зимнего дворца в Петербурге. Однако перестройка не была осуществлена.
В период правления Екатерины II Покровское вновь пришло в упадок. В 1765 году оно переходит от Вотчинной конторы в ведение Дворцовой канцелярии. С конца XVIII века эти земли стали сдавать в аренду частным лицам. 11 мая 1782 года московский генерал-губернатор граф З. Г. Чернышёв доносил Екатерине II о количестве записавшихся в мещанство и купечество из Покровского:
В подмосковном селе Покровском из крестьян во вторую гильдию 14, в третью 158 — всего 172; в мещанство — 134 человека, остались в прежнем состоянии 14. Новые купцы объявили капитала 44125 рублей.
Была выделена самостоятельная Покровская полицейская часть и с этого времени село окончательно вошло в черту города. После чего здесь стремительно увеличиваться число фабрик, а среди деревянных домов появляются каменные. Из былых построек уцелели так называемые «Щербаковские палаты» 1770-х годов (Бакунинская улица, дом 24) с верхним жилым этажом и погребами внизу.

### В составе Москвы
В XIX веке в Покровском появляются многочисленные предприятия и частные жилые владения. На улицах установлены керосиновые фонари, дороги вымощены булыжником. Среди местных жителей много мелких чиновников, ремесленников и торговцев. У товарной станции Московско-Рязанской железной дороги находился богатый рынок, где торговали преимущественно хлебными припасами.
Название сохранилось в наименовании Покровского путепровода Рязанского направления Московской железной дороги, Рубцова переулка и Рубцовской набережной.